# Seseo
El seseo es una característica fonético-fonológica de muchas variedades de las lenguas española y gallega consistente en la existencia de un único fonema fricativo coronal que es pronunciado como una fricativa alveolar sorda [s]. De ese modo, las variedades seseantes del español pronuncian indistintamente las grafías ⟨c⟩ (ante ⟨e⟩ o ⟨i⟩), ⟨z⟩ y ⟨s⟩, aunque la realización fonética exacta de /s/ puede variar. Se distinguen de las variedades ceceantes en que estas últimas pronuncian su única fricativa coronal siempre como una fricativa dental sorda [θ]. Se distinguen de las variedades no seseantes o distinguidoras en que estas presentan dos fonemas fricativos coronales /s/ y /θ/, correspondientes cada uno a las grafías ⟨s⟩, por un lado, y ⟨z⟩ y ⟨c⟩ (ante ⟨e⟩ o ⟨i⟩), por otro.
El seseo es mayoritario y tenido como norma en América, buena parte de Andalucía, las islas Canarias y Filipinas; mientras que es minoritario en los dialectos peninsulares septentrionales y en el de Guinea Ecuatorial, que son mayoritariamente distinguidores. La aparición de estos fenómenos data de los siglos XVI y XVII, cuando ocurrió un reajuste consonántico en el idioma.La variación entre distinción /s/-/θ/, seseo y ceceo es uno de los criterios más importantes para clasificar los dialectos del castellano.

## Origen del seseo en castellano
Las razones del seseo se remontan a los diferentes cursos evolutivos que siguió el complejo sistema de sibilantes que poseía el español anterior al siglo XVII, y que se modificó de distintas maneras en las regiones norte y sur de España. Hasta entonces se empleaba una distinción entre cuatro fonemas que podemos resumir del modo siguiente:
| Grafía          | Sonido (AFI)                          | Ejemplo                                                                             |
| --------------- | ------------------------------------- | ----------------------------------------------------------------------------------- |
| ce, ci, ç       | africada dento-alveolar sorda (/ts/)  | pizza (según la pronunciación italiana), Zucker (en alemán), tzùcaru (en sardo)     |
| z               | africada dento-alveolar sonora (/dz/) | dotze (en idioma catalán)                                                           |
| ss              | fricativa apico-alveolar sorda (/s/)  | sandía, así en dialecto castellano                                                  |
| s intervocálica | fricativa apico-alveolar sonora (/z/) | zipper (en inglés), rosa (en italiano, portugués, catalán, sardo, francés o alemán) |

Hacia fines del siglo XVI, este sistema experimentó un primer cambio, por el cual las parejas (ç/z y ss/s) perdieron el miembro sonoro (representados por z y s) y se ensordecieron, quedando solamente /ts/ (para las grafías c/ç/z) y /s/ apicoalveolar (para ss/s). Sin embargo, el sistema resultante era inestable, al ser la similitud fonética entre el par de sonidos demasiado marcada como para hacer depender de su diferenciación los criterios fonológicos.

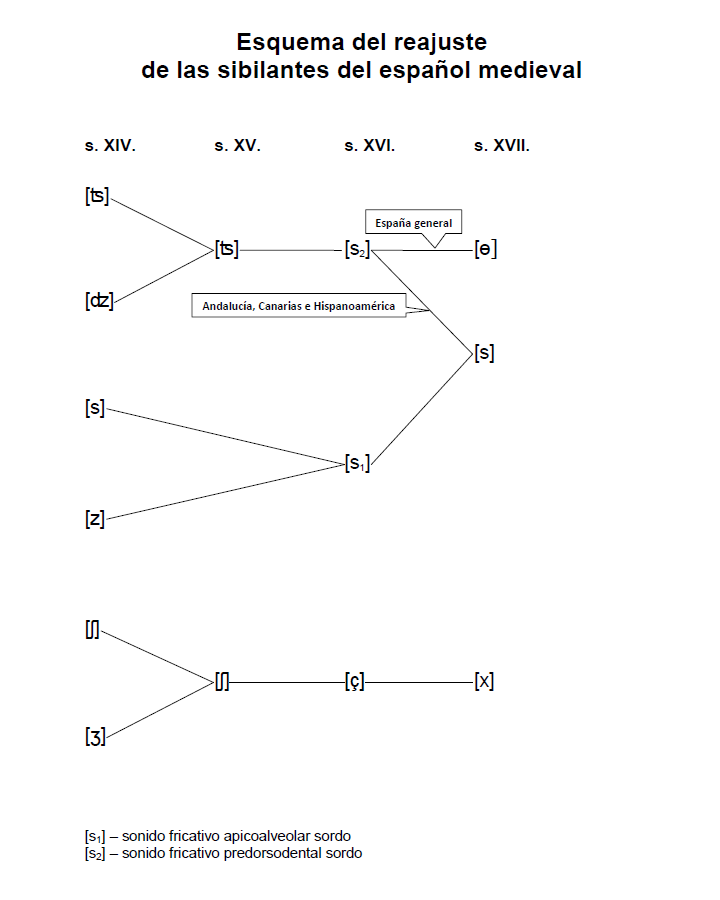
Cambios fonéticos involucrados en el ajuste de las sibilantes del español.

La evolución que siguió a partir de este punto difirió en las regiones norte y sur de la península. En el norte (sistema distinguidor) las consonantes sonoras desaparecieron, dejando solo las sordas /ş/ (dento-alveolar) y /s̺/ (apicoalveolar): la distinción entre estas se subrayó porque la apicoalveolar no se movió, mientras que a través del adelantamiento de la posición del ápice de la lengua en [ş], que de dento-alveolar se transformó en la dental [θ], perdiendo en el proceso la sibilancia lo que también la distancia de /s̺/.
En el sistema seseante, la distinción entre consonantes dento-alveolares y apico-alveolares desapareció antes de que el proceso de ensordecimiento eliminara las consonantes sonoras; de hecho, según Ralph Penny, el andaluz nunca llegaría a oponerlas. En el habla común pudo haber existido una variación alofónica libre o idioléctica de los sonidos sibilantes. Así pues, como resultado, la inestabilidad se resolvió asimilando todos los sonidos a /s/. La realización concreta de este último varió de acuerdo a las zonas; la pronunciación que llegó a América era la [s] predorsodental, común a otros idiomas, pero en algunas regiones se conservó la dento-alveolar [ş]. Esta última se distingue de la /θ/ por ser sibilante, y de la /s/ seseante por la posición más alta de la punta de la lengua, y es casi exclusiva del dialecto andaluz entre las lenguas de Europa.
Además en ambos sistemas la consonante fricativa palatal sorda /ʃ/, que correspondía a las grafías de "x", "g" y "j"; para distinguirla claramente de las otras sibilantes, a las que se aproxima mucho en su forma de articulación, la consonante se desplazó hacia atrás, dando la consonante fricativa velar sorda /x/.

## Homofonía resultante
El seseo da lugar a un conjunto de homófonos, que no lo son en lugares en donde el seseo no se da, de modo que los hablantes de esas zonas deben aprender de memoria el modo de escribir tales palabras. Es un fenómeno que también ocurre en español en las zonas con yeísmo, casi la totalidad del mundo hispanohablante, así como cuando se trata de palabras con o sin h o con j o g delante de las vocales e, i.

## Extensión en América
Se cree que el predominio de los nativos de las tierras del sur peninsular entre los colonizadores del Nuevo Mundo promovió la pronunciación andaluza occidental en este (aunque no fueron la única causa de su asentamiento), salvo en los centros administrativos de Lima y de México, en los que se cree que la presencia más o menos constante de personajes de importancia nacidos en la península conservó la distinción entre /s/ y /θ/ entre las clases altas durante un tiempo. La oposición /s/-/θ/ sobrevive, o fue reintroducida, parcialmente, en dialectos andinos del Perú en determinadas palabras como "doce" y "trece".

## Extensión en el español de España

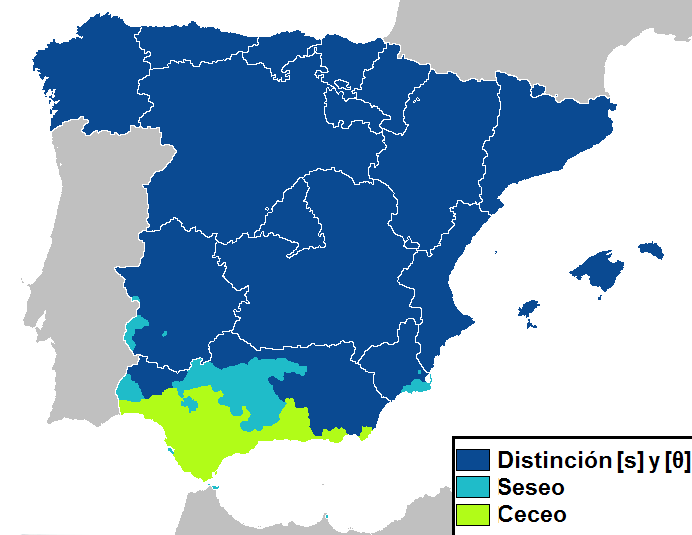
Mapa de España (salvo Canarias) con las zonas seseantes en azul claro.

Además de en todo el español americano, el seseo existe en el dialecto canario y en algunos dialectos andaluces.

### Andalucía
En Andalucía la zona fundamentalmente seseante comprende, por provincias:
- En Huelva: el Andévalo.
- En Cádiz: la ciudad de Cádiz y algunas otras ciudades del entorno son seseantes.
- En Sevilla: la ciudad de Sevilla, parte de la comarca del Aljarafe, la sierra norte y la zona de Estepa.
- En Córdoba: la provincia más seseante de la España peninsular. Todo el centro y sur de la provincia (zona de la campiña, Subbética y del valle del Guadalquivir), incluida la capital.
- En Málaga: la zona de Antequera.

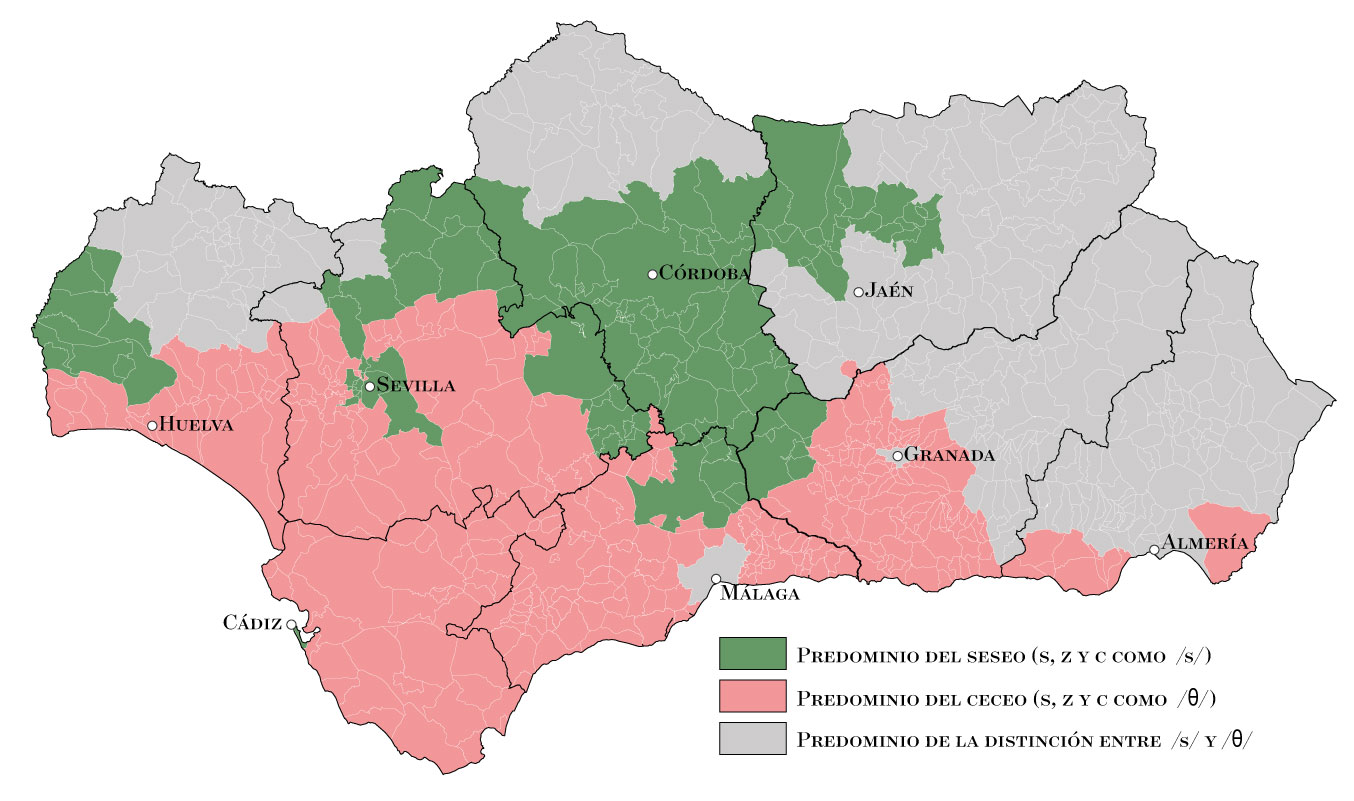
En el mapa pueden verse a grandes rasgos las zonas de Andalucía ceceantes, seseantes y distinguidoras. Nótese que la ciudad de Cádiz es un área seseante aunque no esté indicada.

- En Jaén: zonas del valle del Guadalquivir y poblaciones fronterizas con Córdoba. En concreto 9 pueblos, que son Andújar, Arjona, Bailén, Marmolejo, Cazalilla, Baeza, Torredelcampo, Jabalquinto y Santiago de Calatrava. En algunas ciudades como Baeza ya está desapareciendo.
- En Granada: desaparecido.[cita requerida]
- En Almería: casi desaparecido como solución mayoritaria, existe como uso minoritario en varios núcleos de población, incluida la capital provincial.

### Comunidad Valenciana
También se da un seseo en varias pequeñas zonas castellanohablantes de la Comunidad Valenciana colindantes con otras de dominio lingüístico catalán (en su versión valenciana). En algunas de ellas, la lengua castellana sustituyó a la catalana (en las provincias de Valencia y Castellón), y en otras (Vega Baja) el castellano se extendió tras la expulsión de los moriscos, al quedar algunas zonas despobladas. Así pues, el catalán queda como sustrato en el primer caso, y como lengua influyente en el segundo, debido a su cercanía, tanto en vocabulario específico como en la característica del seseo, resultado de la inexistencia del fonema [θ] en la lengua catalana. Así mismo, en el Campo de Cartagena se puede oír el seseo entre las personas de edad más avanzada. No debe confundirse este seseo minoritario, propio de castellanohablantes nativos, con el de los catalanohablantes nativos cuando hablan en castellano.

### Galicia

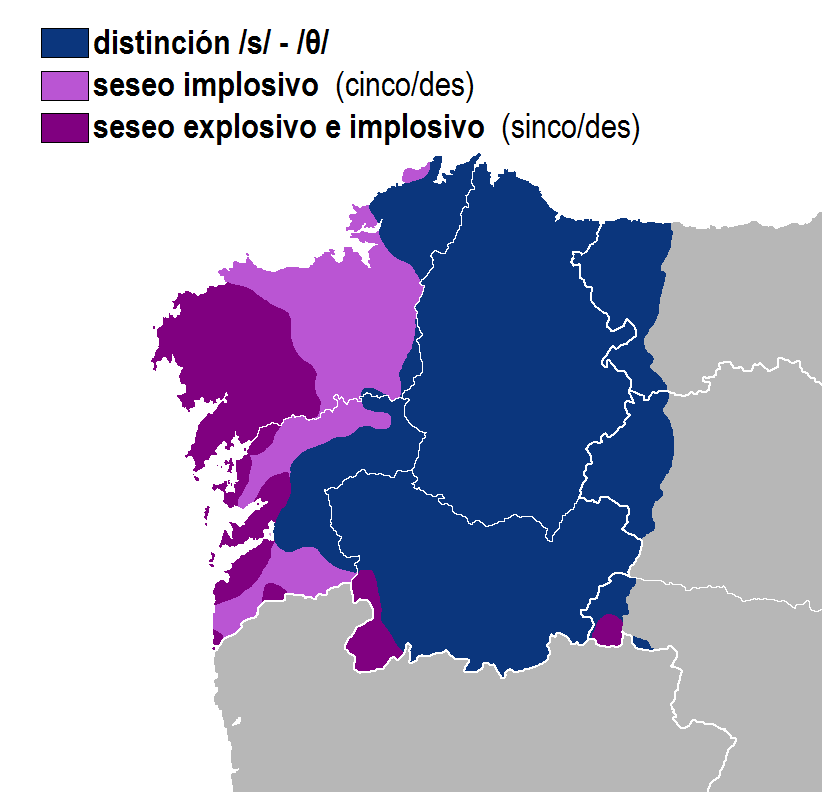
Idioma gallego:
Áreas con distinción entre /s/ y /θ/ siempre
Áreas con seseo implosivo (cinco/des)
Áreas con seseo explosivo e implosivo (sinco/des)
En Galicia estos dos tipos de seseo se producen sólo en idioma gallego, no en la variedad del castellano de Galicia.

El seseo también se ha notado, aunque entre un reducido número de hablantes, en el occidente marinero gallego, mayormente en las zonas de Pontevedra y La Coruña.

## Variedades  seseantes del idioma gallego
En gallego se da este fenómeno, a grandes rasgos, en la parte más occidental del territorio gallego. El mapa corresponde al seseo en lengua gallega, pero en algunos casos se puede aplicar también al seseo en castellano, aunque en claro retroceso.